# ドアウェイページ
ドアウェイページ（英: Doorway page）は、検索エンジンスパムを行うウェブページ。訪問者を別のページへ転送する目的で、特定のフレーズの検索結果へ挿入して検索エンジンのインデックスにスパムする。誘導ページ、ブリッジページ、ポータルページ、ジャンプページ、ゲートウェイページ、エントリページなどとも呼ばれる。訪問者へ通知することなくリダイレクトを行うドアウェイページでは、何らかの形でクローキングが使われる。これは通常、ブラックハットSEOに該当する。

## 解説
訪問者が検索結果から一般的なドアウェイページをクリックすると、ほとんどの場合、Meta refreshコマンドにより高速に別のページにリダイレクトされる。ほかのリダイレクトの形式には、サーバーの構成ファイルからJavaScriptとサーバーサイドのリダイレクトを使用するものがある。ドアウェイページの中には、PerlやPHPといったスクリプト言語により生成された動的ページであると考えられるものもある。
ドアウェイページは主に検索エンジン向けに設計されたものであり、人間向けに設計されたものではない点で普通のページとの識別が容易であることが多い。ドアウェイページはほかの高ランクのページからコピーされたものであることもあるが、このようなページは検索エンジンが重複として検出し、検索エンジンのリストから除外する可能性がある。
多くの検索エンジンはMeta refreshコマンドの使用にペナルティを与えているため、リンクをクリックさせて目的のページに誘導するドアウェイページや、リダイレクトにJavaScriptを用いているドアウェイページもある。
Content Rich Doorwayと呼ばれるより洗練されたドアウェイページは、リダイレクトを使わずとも検索結果で高い順位を得られるよう設計されている。より人間向けで自然なページの見た目を提供するため、ページには最低限の設計とナビゲーションが組み込まれており、訪問者には行動を促すスタンダードなリンクが用意されている。
ランディングページは、有用な内容の含まれるドアウェイページと同じようなものであると誤って捉えられることがある。ランディングページは、PPCキャンペーンのコンテキスト内でトラフィックを誘導し、SEOキャンペーンを最大限に活用するコンテンツリッチページである。
ドアウェイページは通常、スパムを抱えることが知られているURLのブラックリストを保持するFacebook、Tumblr、DeviantARTといったサイトでも使用される。

## クローキング
ドアウェイページでは、しばしば誤ってクローキング技術が使用される。クローキングされたページでは、人間にはクローラーに提供されたものとは異なるバージョンのページが表示される。これは通常、サーバー側のスクリプトを介して実装される。サーバーはIPアドレスやユーザーエージェントなどのさまざまなフラグに基づいて、ボットやクローラーと人間の訪問者とを区別する。クローキングは同時に、無関係なキーワードで検索エンジンに高くランク付けされるための仕掛けでもあり、訪問者にスパムや、しばしば無関係なコンテンツを表示することで利益を得る。クローキングは非常に扱いやすく、SEO業界を含めた検索エンジンに非難されていると考えられており、クローキングの使用は重いペナルティやインデックスからのサイトの完全削除を招く可能性がある。

## リダイレクト
ドアウェイページを使用するウェブマスターはたいてい、ユーザーが実際に検索エンジン向けのページを目にすることはなく、代わりにサイト内の「実際の」ページが配信されることを望む。この目標を達成するために、リダイレクトが使われることがある。これを使うことは、ドアウェイページにMeta Refreshタグを挿入するのと同じぐらい簡単である。高度なシステムはクローキングを使うかもしれない。いずれにせよ、そのようなリダイレクトは検索エンジンにドアウェイページを受け入れられなくする可能性がある。

## 構築
コンテンツが豊富なドアウェイページはSearch engine friendly (SEF) 方式で構築する必要がある。そうしないと、検索エンジンスパムであると解釈されたり、あるいはしばらくの間インデックスからページが除外されたりする可能性がある。